# کی‌دو
جین هیو سانگ (کره‌ای: 진효상؛ زادهٔ ۱۶ دسامبر ۱۹۹۲) که بیشتر با نام کی‌دو (کره‌ای: 키도; انگلیسی: Kidoh) شناخته می‌شود، خواننده، رپر، آهنگساز، تهیه‌کننده، دی‌جی و ترانه‌پرداز اهل کره جنوبی است. او یکی از اعضای گرده مسرانه اهل کره جنوبی، تاپ داگ بود و اولین عضو این گروه بود که آلبوم انفرادی خود را منتشر کرد.